# 안둥쉬
안둥쉬(중국어: 安冬旭, 병음: An Dongxu, 한자음: 안동욱, 1992년 12월 27일 ~ )는 중화인민공화국의 바둑 기사이다. 산시성 웨이난시 출신으로 중국기원 소속의 6단이다.

## 경력
중국 산시성 웨이난시에서 태어났다. 2007년 프로바둑에 입단했다. 2012년 제1회 바이링배 예선에서 김명훈과 타오신을 물리치고 본선 64강에 진출했지만 창하오에게 져서 탈락했고 같은해 제14회 아함동산배에서 본선 16강에 진출했지만 구리에게 패했다. 2013년과 2014년은 시안취장팀으로 2017년에는 산둥둥후기원팀으로 갑조리그에 참여했다.
2012년 전국바둑개인전 남자 을조에 참가하여 우스를 차지했다. 2013년 제1회 몽백합배 세계 바둑 오픈전 예선에서 홍기표와 황윈쑹을 연이어 물리치고 본선 64강에 진출했다. 일본 야마시타 게이고와의 1라운드 경기에 비행기 지연으로 제 시간에 도착할 수 없었지만 중국과 일본 대표단의 합의에 의해 경기 시작을 연기하여 경기를 진행했다. 야마시타 게이고를 이겨 32강에 진출했지만 우광야에게 패해 탈락했다. 2015년 6단으로 승단했다.